# La Tour-de-Sçay
La Tour-de-Sçay est une commune française située dans le département du Doubs, la région culturelle et historique de Franche-Comté et la région administrative Bourgogne-Franche-Comté.

## Géographie
La commune est constituée du village principal et de deux hameaux : le Verjoulot au nord-est et la Corvée au sud-ouest. Le village se trouve le long de la route départementale 486 reliant Besançon à Gérardmer.

### Climat
Pour des articles plus généraux, voir Climat de la Bourgogne-Franche-Comté et Climat du Doubs.
En 2010, le climat de la commune est de type climat de montagne, selon une étude du Centre national de la recherche scientifique s'appuyant sur une série de données couvrant la période 1971-2000. En 2020, Météo-France publie une typologie des climats de la France métropolitaine dans laquelle la commune est exposée à un climat semi-continental et est dans la région climatique  Jura, caractérisée par une forte pluviométrie en toutes saisons (1 000 à 1 500 mm/an), des hivers rigoureux et un ensoleillement médiocre. 
Pour la période 1971-2000, la température annuelle moyenne est de 10,2 °C, avec une amplitude thermique annuelle de 17,3 °C. Le cumul annuel moyen de précipitations est de 1 175 mm, avec 13,7 jours de précipitations en janvier et 10,6 jours en juillet. Pour la période 1991-2020, la température moyenne annuelle observée sur la station météorologique de Météo-France la plus proche, « Pouligney », sur la commune de Pouligney-Lusans à 7 km à vol d'oiseau, est de 10,9 °C et le cumul annuel moyen de précipitations est de 1 214,6 mm. 
La température maximale relevée sur cette station est de 40 °C, atteinte le 25 juillet 2019 ; la température minimale est de −23 °C, atteinte le 20 décembre 2009,,. 
Les paramètres climatiques de la commune ont été estimés pour le milieu du siècle (2041-2070) selon différents scénarios d'émission de gaz à effet de serre à partir des nouvelles projections climatiques de référence DRIAS-2020. Ils sont consultables sur un site dédié publié par Météo-France en novembre 2022.

## Urbanisme

### Typologie
Au 1er janvier 2024, La Tour-de-Sçay est catégorisée commune rurale à habitat dispersé, selon la nouvelle grille communale de densité à 7 niveaux définie par l'Insee en 2022.
Elle est située hors unité urbaine. Par ailleurs la commune fait partie de l'aire d'attraction de Besançon, dont elle est une commune de la couronne,. Cette aire, qui regroupe 310 communes, est catégorisée dans les aires de 200 000 à moins de 700 000 habitants,.

### Occupation des sols
L'occupation des sols de la commune, telle qu'elle ressort de la base de données européenne d’occupation biophysique des sols Corine Land Cover (CLC), est marquée par l'importance des forêts et milieux semi-naturels (59,9 % en 2018), une proportion identique à celle de 1990 (59,9 %). La répartition détaillée en 2018 est la suivante : forêts (59,9 %), terres arables (22,5 %), zones agricoles hétérogènes (8,6 %), prairies (5,2 %), zones urbanisées (3,8 %). L'évolution de l’occupation des sols de la commune et de ses infrastructures peut être observée sur les différentes représentations cartographiques du territoire : la carte de Cassini (XVIIIe siècle), la carte d'état-major (1820-1866) et les cartes ou photos aériennes de l'IGN pour la période actuelle (1950 à aujourd'hui).

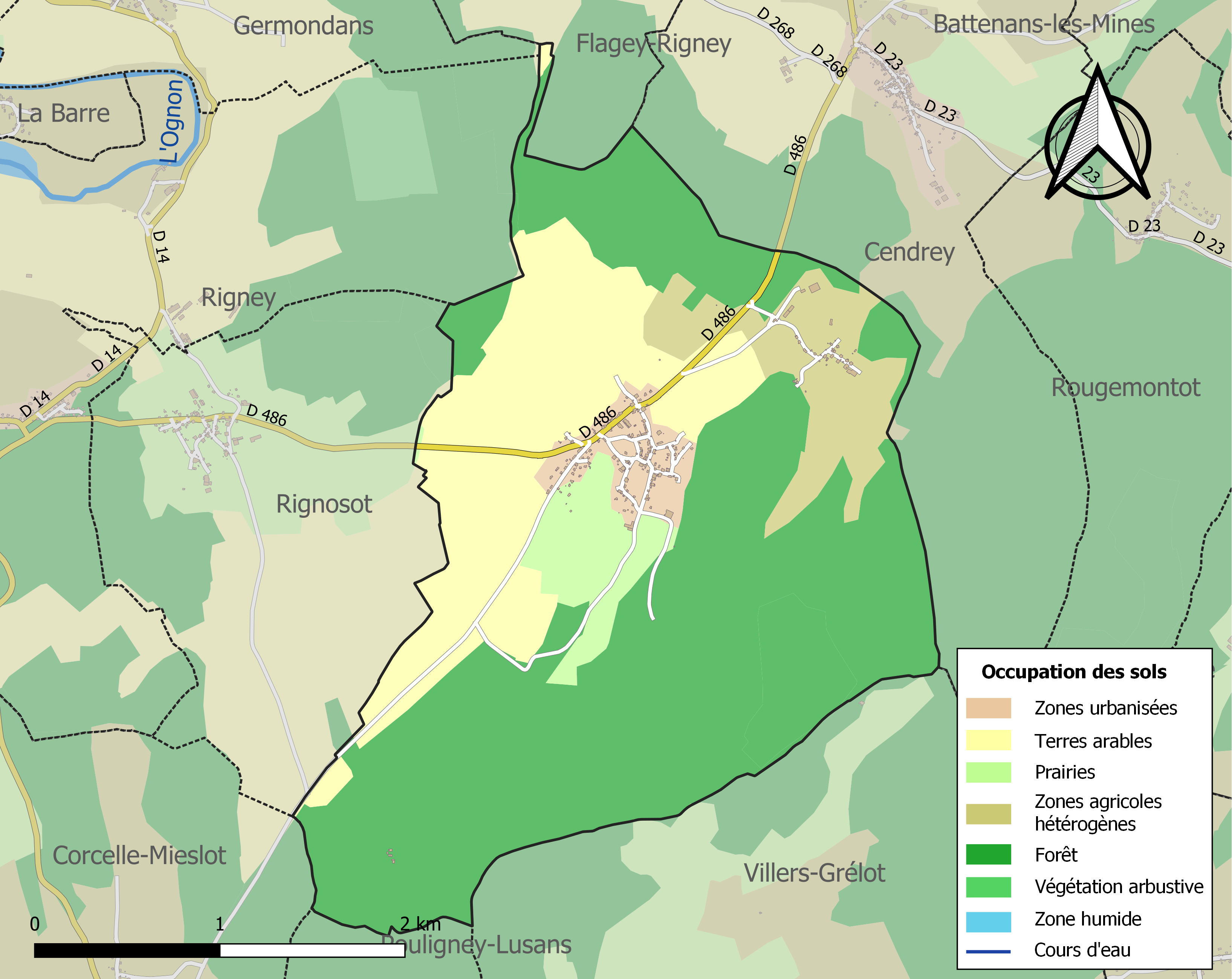
Carte des infrastructures et de l'occupation des sols de la commune en 2018 (CLC).

## Histoire
Au cours de la Révolution française, la commune porta provisoirement le nom de Sçay-la-Montagne.

## Politique et administration
| Période                                  | Période  | Identité             | Étiquette | Qualité                    |
| ---------------------------------------- | -------- | -------------------- | --------- | -------------------------- |
| mars 2001                                | 2008     | Alain Gasser         | UMP       |                            |
| mars 2008                                | mai 2020 | Jean-Jacques Glauser | UMP-LR    | Retraité Fonction publique |
| mai 2020                                 | En cours | Françoise Bride      |           |                            |
| Les données manquantes sont à compléter. |          |                      |           |                            |

## Démographie
L'évolution du nombre d'habitants est connue à travers les recensements de la population effectués dans la commune depuis 1793. Pour les communes de moins de 10 000 habitants, une enquête de recensement portant sur toute la population est réalisée tous les cinq ans, les populations de référence des années intermédiaires étant quant à elles estimées par interpolation ou extrapolation. Pour la commune, le premier recensement exhaustif entrant dans le cadre du nouveau dispositif a été réalisé en 2004.

En 2022, la commune comptait 323 habitants, en évolution de +9,12 % par rapport à 2016 (Doubs : +1,88 %, France hors Mayotte : +2,11 %).
| 1793 | 1800 | 1806 | 1821 | 1831 | 1836 | 1841 | 1846 | 1851 |
| ---- | ---- | ---- | ---- | ---- | ---- | ---- | ---- | ---- |
| 402  | 432  | 443  | 455  | 426  | 490  | 492  | 484  | 446  |

| 1856 | 1861 | 1866 | 1872 | 1876 | 1881 | 1886 | 1891 | 1896 |
| ---- | ---- | ---- | ---- | ---- | ---- | ---- | ---- | ---- |
| 403  | 451  | 461  | 403  | 352  | 339  | 309  | 308  | 288  |

| 1901 | 1906 | 1911 | 1921 | 1926 | 1931 | 1936 | 1946 | 1954 |
| ---- | ---- | ---- | ---- | ---- | ---- | ---- | ---- | ---- |
| 271  | 272  | 233  | 233  | 283  | 193  | 243  | 225  | 200  |

| 1962 | 1968 | 1975 | 1982 | 1990 | 1999 | 2004 | 2006 | 2009 |
| ---- | ---- | ---- | ---- | ---- | ---- | ---- | ---- | ---- |
| 143  | 141  | 199  | 207  | 219  | 222  | 242  | 247  | 239  |

| 2014 | 2019 | 2022 | - | - | - | - | - | - |
| ---- | ---- | ---- | - | - | - | - | - | - |
| 277  | 300  | 323  | - | - | - | - | - | - |

## Lieux et monuments
- Le lavoir du Beney[20] : construit en 1834 par l'architecte Alphonse Delacroix, c'est un lavoir circulaire à impluvium dont le toit recueille les eaux de pluie en son centre pour alimenter le bassin du lavoir. Il a été restauré en 2010 grâce à la Fondation du patrimoine.

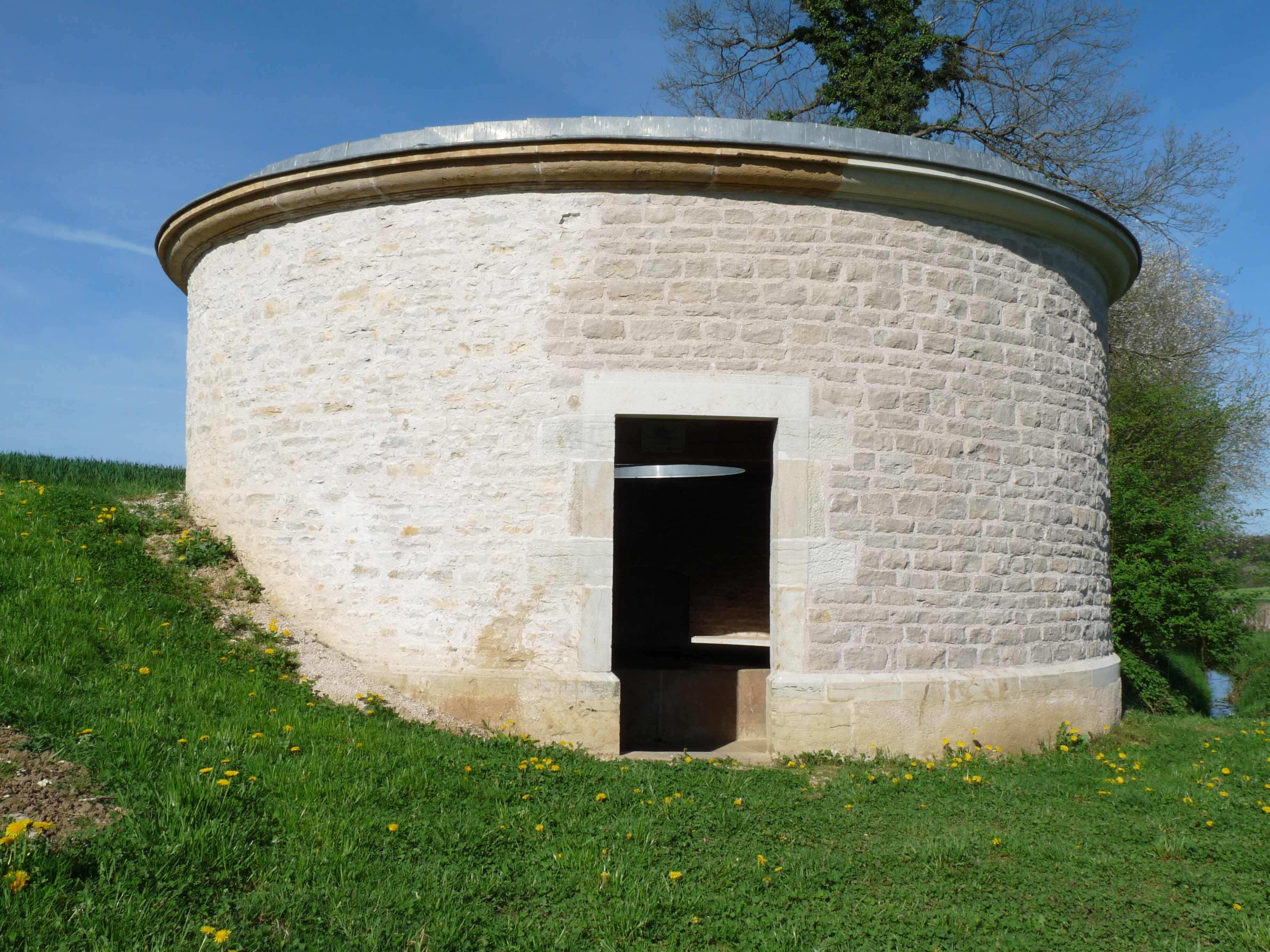
Vue extérieure du lavoir.
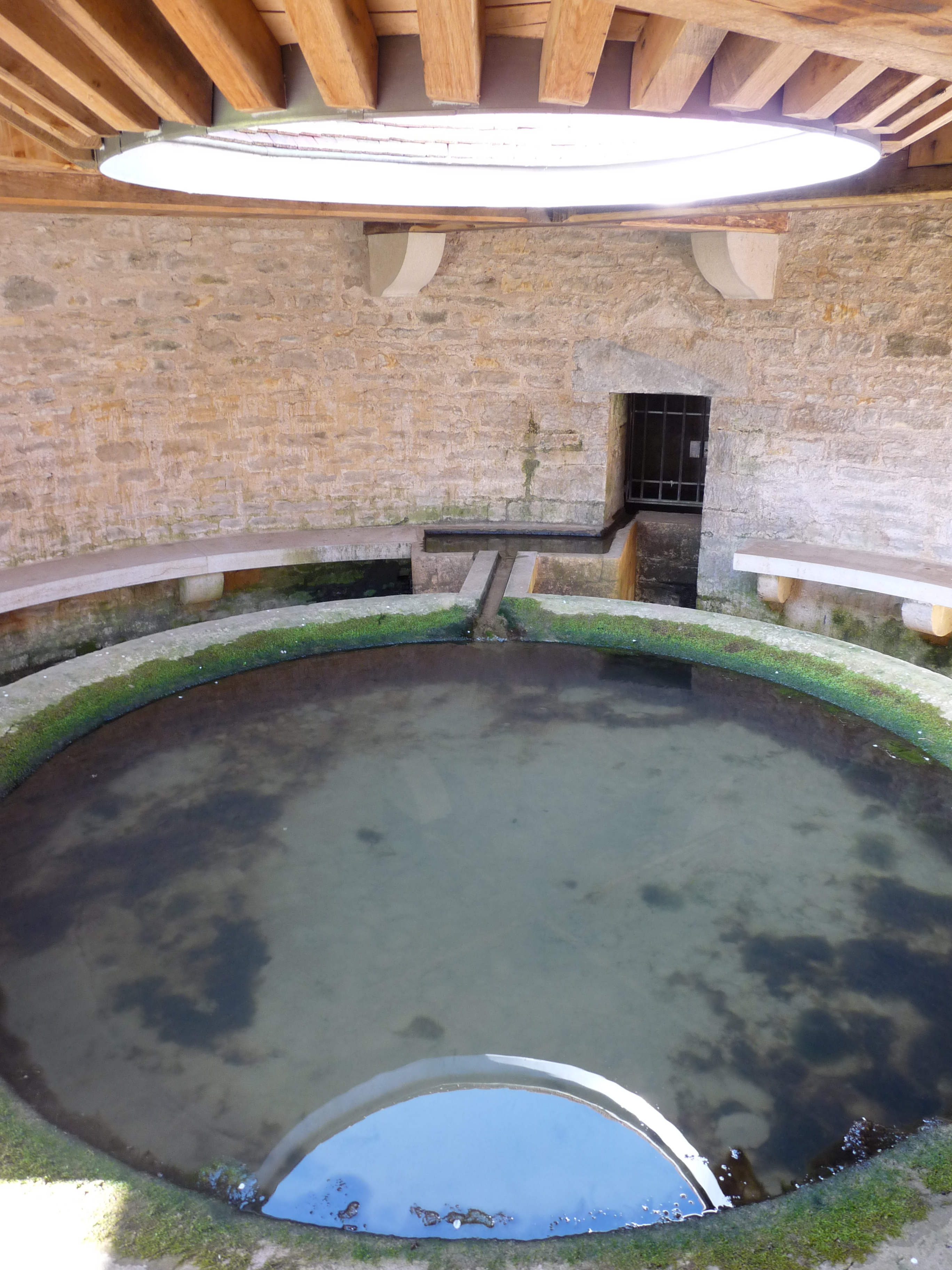
La source, le bassin et l'impluvium.
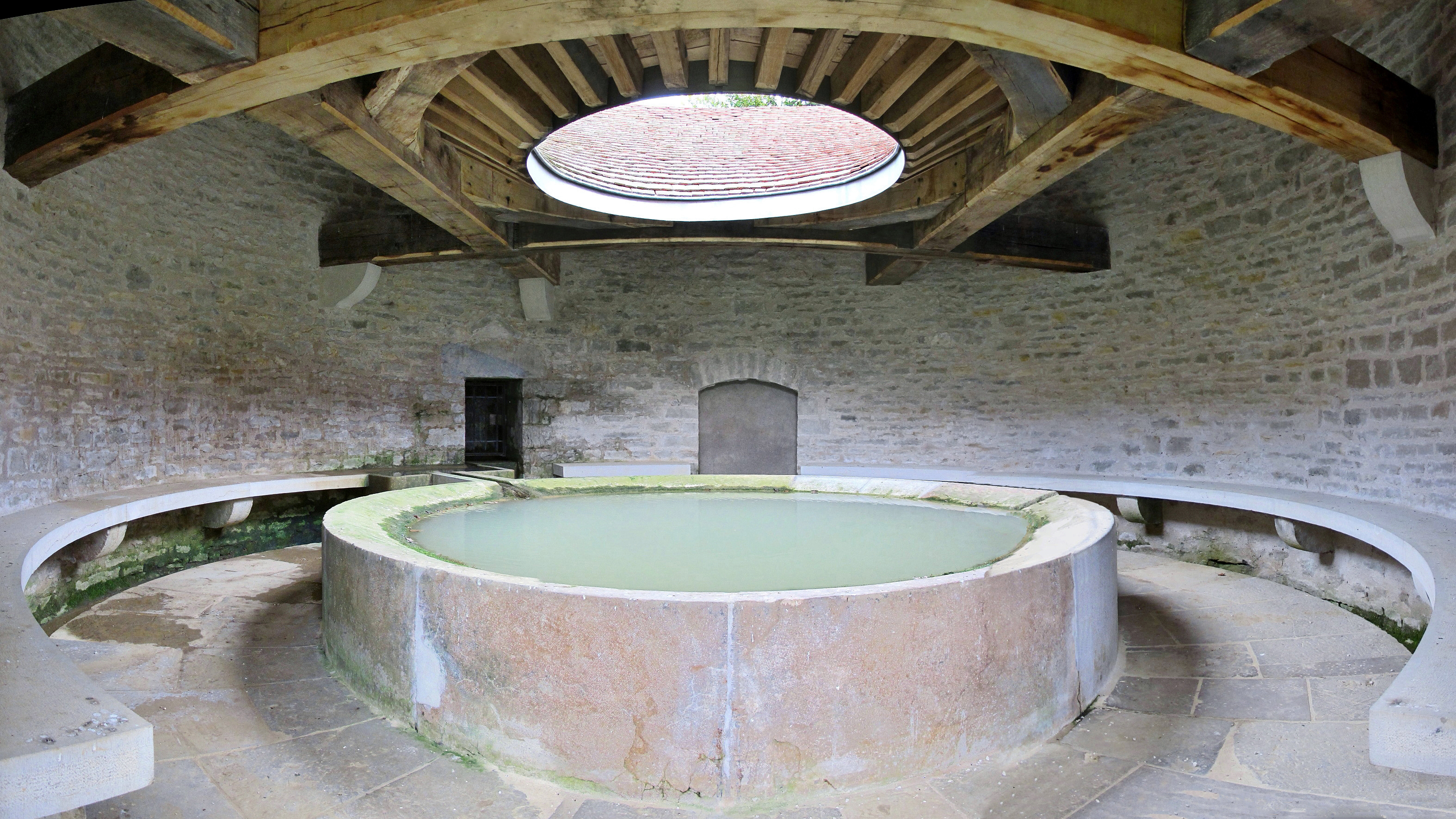
Vue intérieure du lavoir.
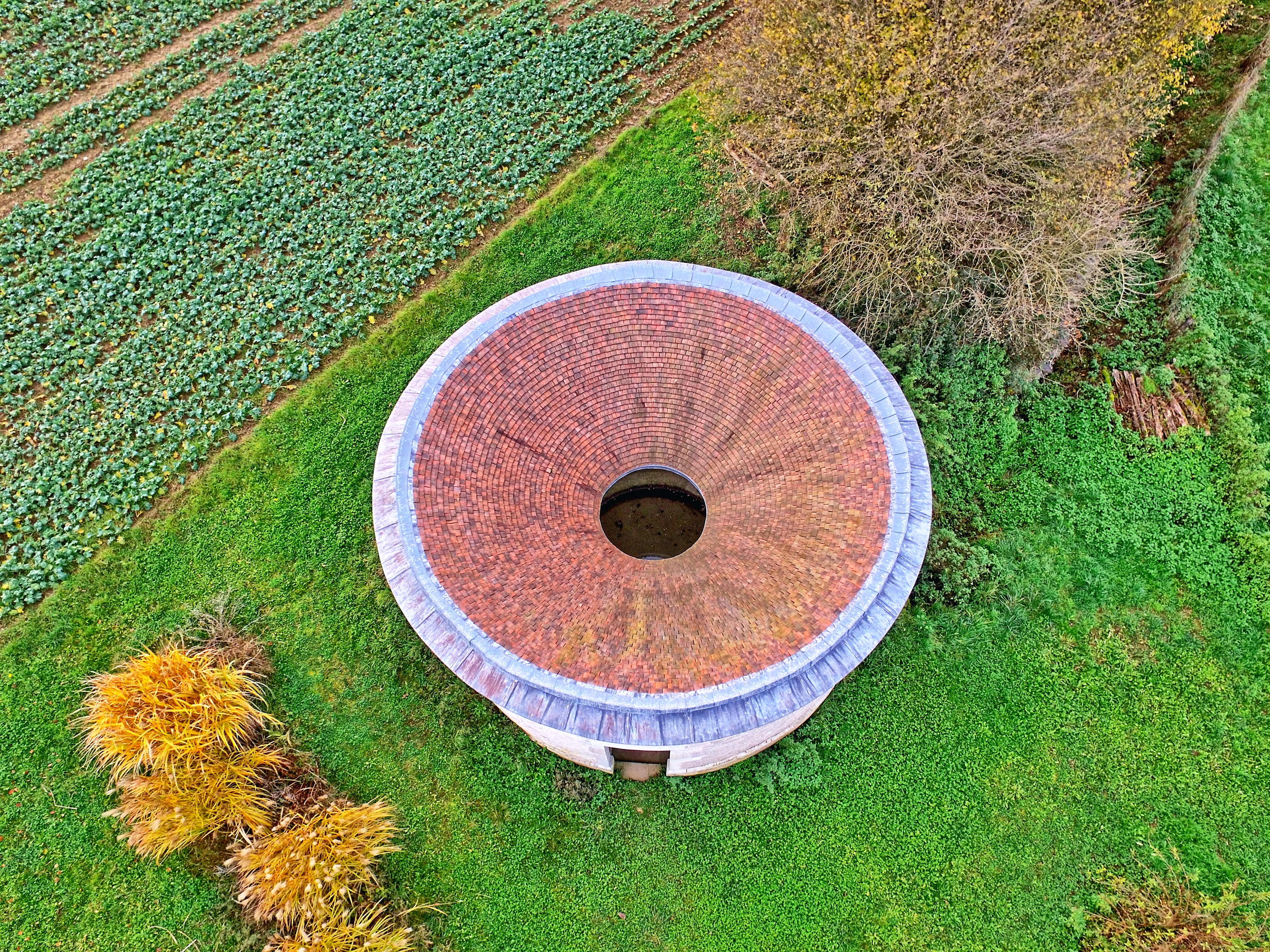
Le lavoir à impluvium vu de dessus.

- La Tour des Bois[21] : tour panoramique érigée à proximité de l'éolienne no 1 du parc éolien Vaite-Bussière, inaugurée le 16 novembre 2019. Sa plateforme située à 25 m de hauteur et accessible par un escalier spirale de 143 marches donne accès à un panorama à 360° avec, au nord, le village de La Tour-de-Sçay, à l'ouest, la vallée de l'Ognon, à l'est, le parc éolien de Vaire et Bussières. Elle a coûté 130 000 €, dont 70 000 € de fonds européens.

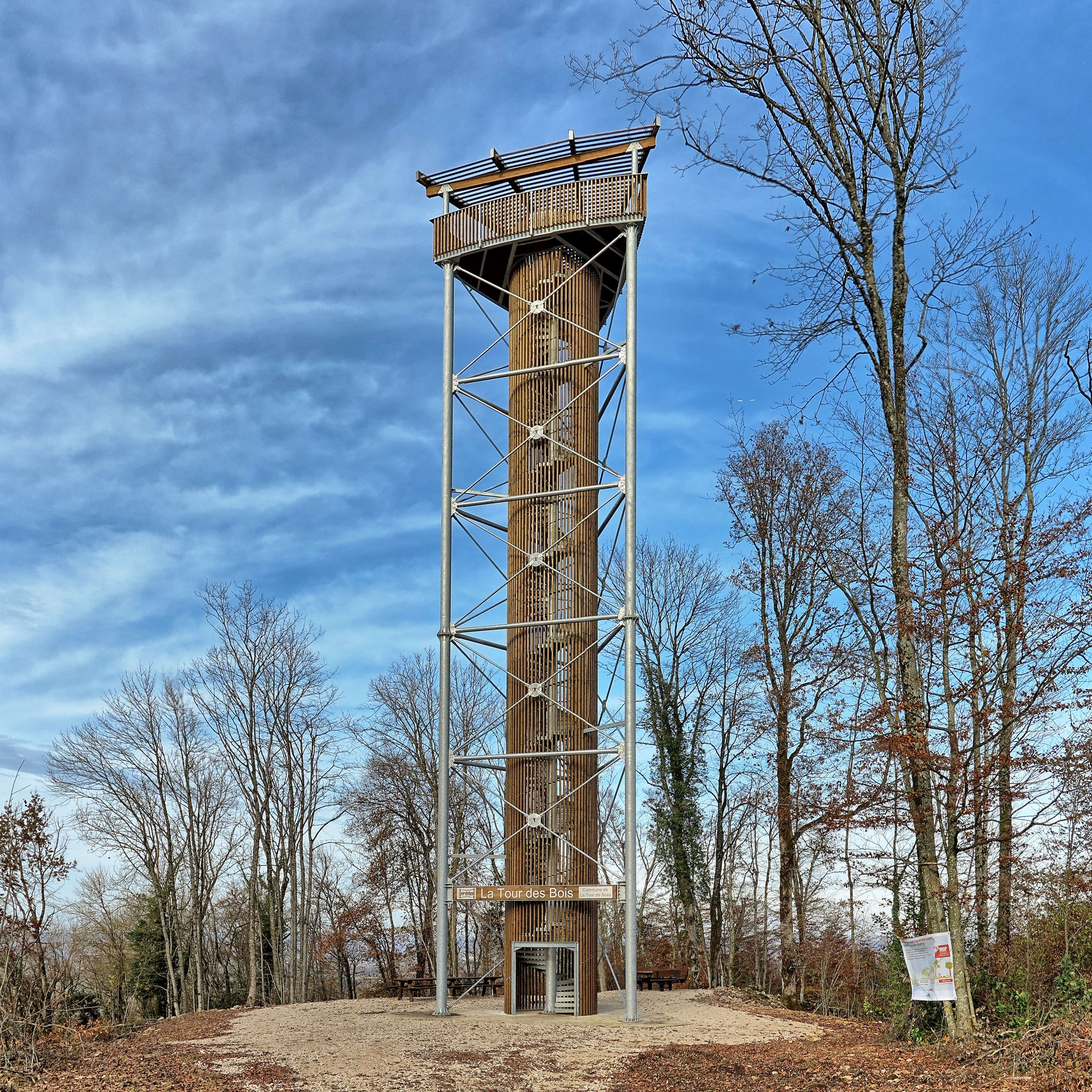
La Tour des Bois.
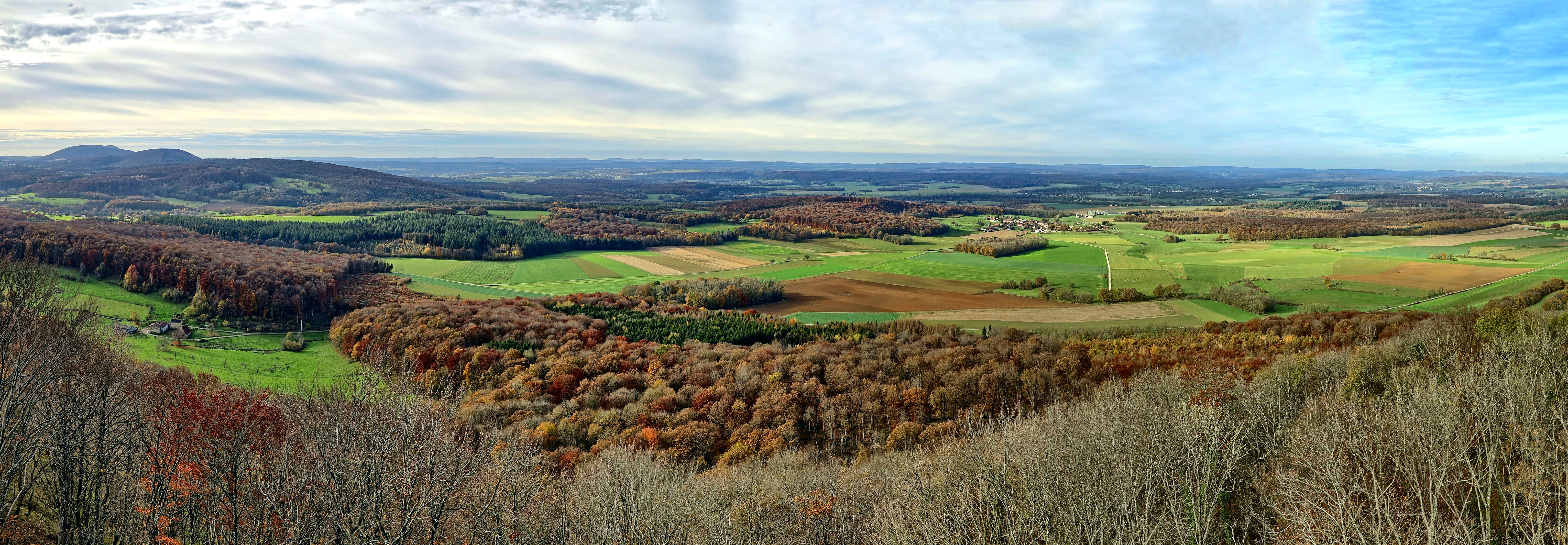
Panorama ouest sur la vallée de l'Ognon.
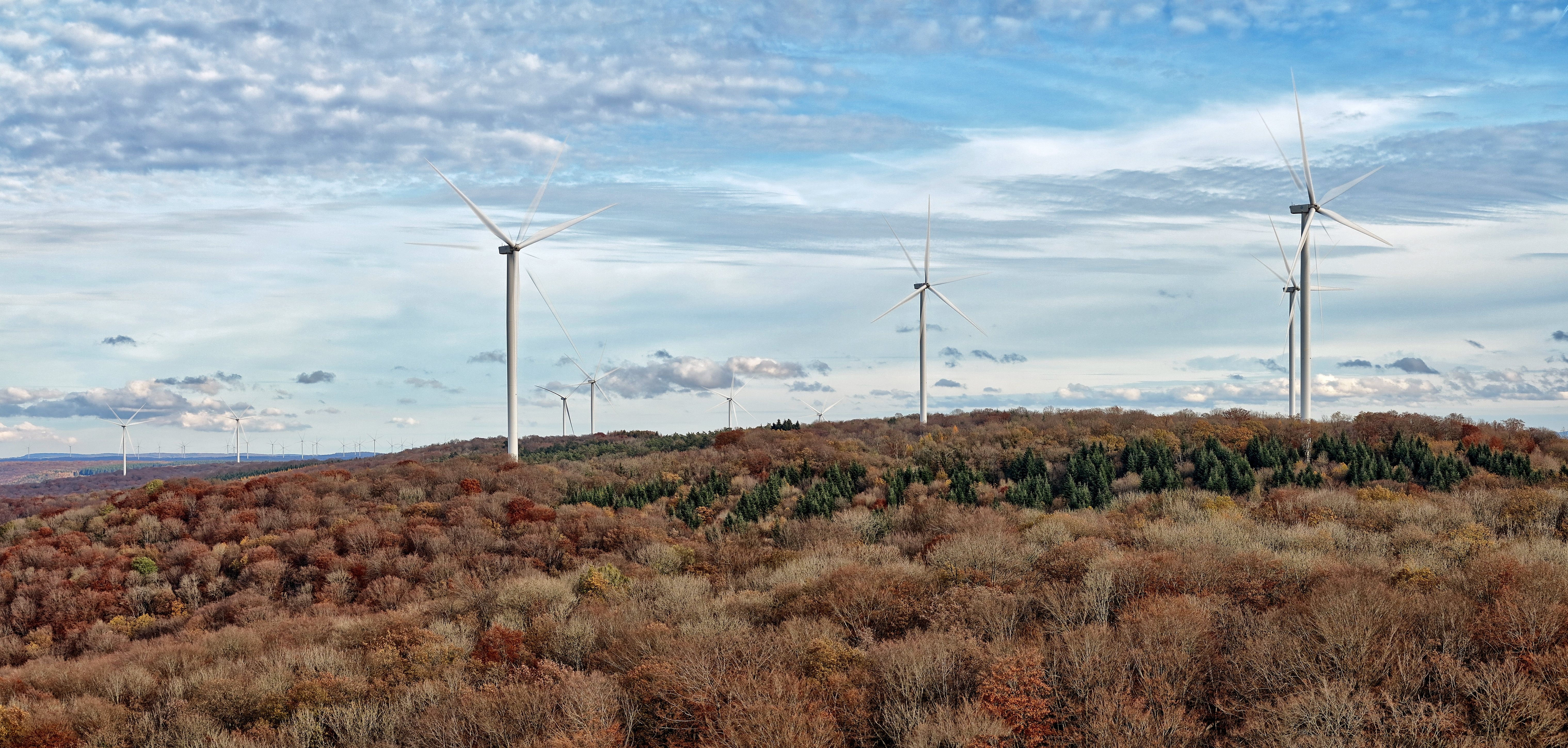
Panorama est sur le parc éolien.

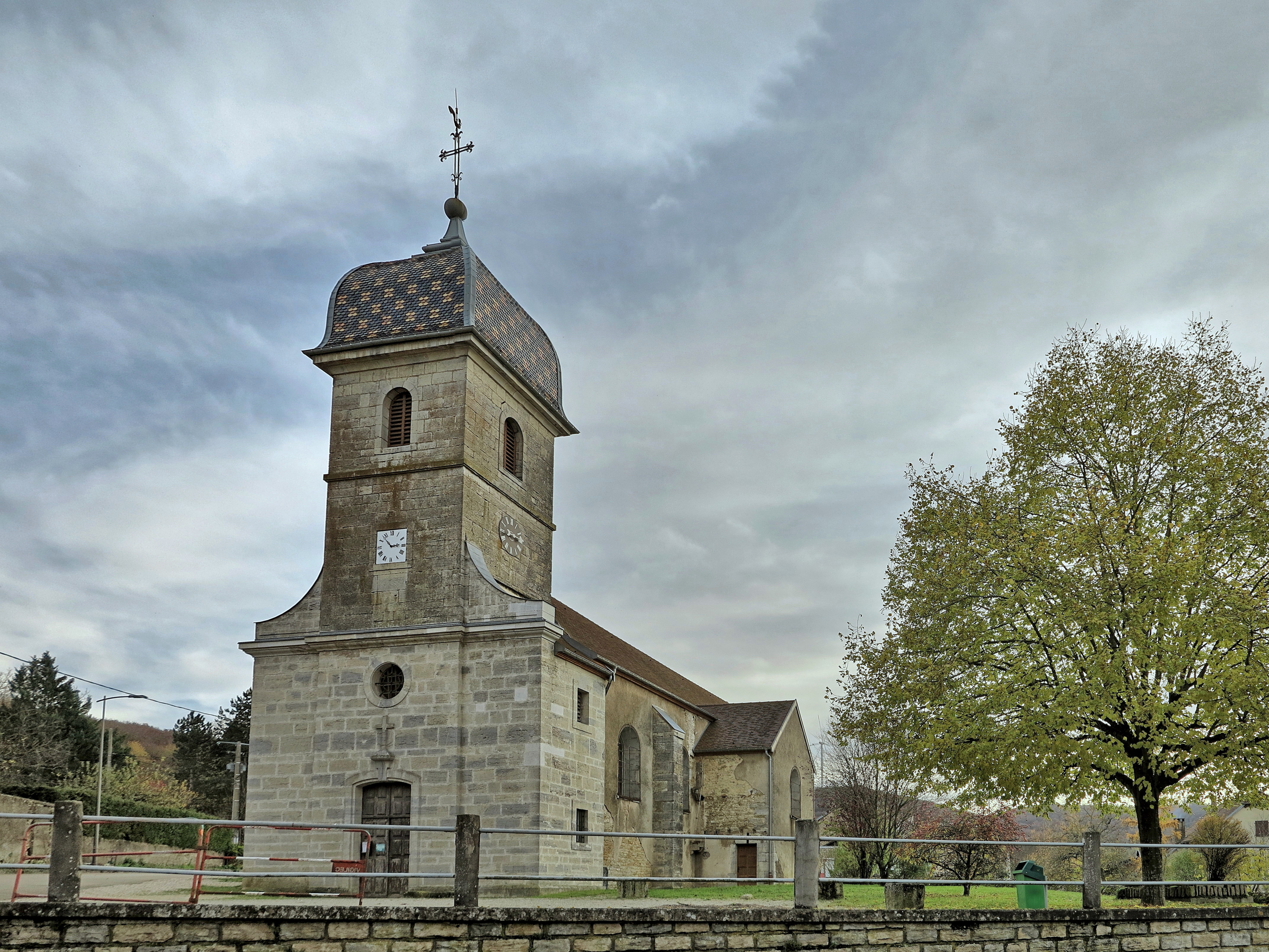
L'église Saint-Pierre et Saint-Paul.

- L'église Saint-Pierre et Saint-Paul édifiée en 1771 possède un clocher comtois qui contient une cloche fondue en 1782 recensée dans la base Palissy[22].
- L'oratoire Notre-Dame.
- Le Mont-Bichoux.
- Le Bike Trial Franc-Comtois.